# سوبرانو (مغني)
سوبرانو (بالفرنسية: Soprano)‏، إسمه الحقيقي سعيد مرومبابا، هو مغني راب وراقص وكاتب كلمات، ولد يوم 17 يناير 1979 بمدينة مرسيليا بفرنسا.
بدأ مسيرته الفنية عام 1995 كعضو في مجموعة «بسي 4 دولاريم»، (Psy 4 de la rime)، بعد سنوات قليلة إنفصل عن المجموعة وبدأ بإصدار أغاني منفردة إلى أن أصدر ألبومه أول ألبوم في عام 2007 لأنك يجب أن تعيش. Puisqu'il faut vivre.عاد في عام 2010 مع ألبوم منفرد جديد يسمى «الحمامة» La Colombe، والذي تضمن التعاون مع العديد من الفنانين مثل إنديلا وأمادو ومريم. واصل العمل مع Psy4 de la Rime: ألبومه الثالث، المدن الذهبية Les Cités d'Or، تم إصداره في عام 2008، وأصدر ألبومه الرابع 4EEM Dimension في أبريل 2013.

## طفولته
ولد سوبرانو في عائلة قمرية (من جزر القمر) دات مرجعية إسلامية، والده كان عاملاً في مجال البترول وأمه كانت تشتغل خادمة منازل، ولدا معاً في جزر القمر ، ترعرع سعيد في الأحياء الشمالية لمدينة مرسيليا رفقة أبناء عمومته الدين سيشكل معهم فيما بعد فرقة بسي 4 دولاريم.
سوبرانو ديانته الإسلام.

## مشواره الفني

### البدايات
بدأ مشواره الفني كمغني راب فرنسي سنة 1995 مع فرقة بسي 4 دولاغيم، المكونة من إبني عمه «ألونزو» و«فينسيزو»، والدي جي «سياستايل» صديق طفولته.

### كوسموبوليتانو
كوسموبوليتانو هو الألبوم الرابع للسوبرانو، قام بإصداره في 14 من أكتوبر 2014، والدي عرف نجاحا كبيراً حيث بيعت منه أكثر من 455000 نسخة.

### ألبومه الخامس: «إفرست»
في 7 يونيو 2016، قام سوبرانو لأول مرة على إداعة «سكايروك» بالكشف عن عنوان أغنيته الجديدة:Le Diable ne s'habille plus en Prada ، وهي القطعة الأولى من ألبومه الجديد «إفرست» المقرر صدوره في 14 من أكتوبر 2016.

### فينيكس
منذ 13 ديسمبر، خطط مغني الراب لألبوم جديد في 9 نوفمبر 2018 باسم عنقاء"Phœnix". تم إصدار أول أغنية من الألبوم في 6 سبتمبر 2018 بعنوان «الحياة إلى الحب». في 26 أكتوبر 2018، أصدر الأغنية الثانية من ألبومه "Zoum" مع مغني الراب الفرنسي نيسكا. ويستحضر ألبومه موضوعات قريبة من قلبه مثل المضايقة والخيانة والعنف، ولكن دائمًا مع الجانب الإيجابي الخاص بالفنان. فهو أيضاً سيبدأ جولة جديدة في 7 مارس 2018.

### أسلوبه الموسيقي والنجوم الدين إثروا عليه
دكر سوبرانو أن من بين الأشخاص الدين تركوا أثراً عليه: مايكل جاكسون ودانييل بالافوان وكاني ويست وجي-زي وليل واين وإمينيم وكدلك موب ديب.
و قد أشار إلى الكثير من الفنانين في أغانيه مثل الثنائي المالي أمادو وريم والإفواري تيكن جاه فاكولي ، وقد صرح في إحدى المقابلات الإداعية بأنه يريد:«تغيير النظرة التي تسود لدى العامية حول موسيقى الراب بأنها تغلب عليها السلبية والعنف والخشونة».

## حياته الخاصة
سعيد هو الابن البكر لأبويه، له أخوان هما جمال وزكرياء وهما مغنيا راب كذلك، وأختين سكينة ونعيمة.
أنجب إبنه الأول عبر علاقة غير شرعية في سن 16سنة، سمته أمه «كامل»، لكنه لم يتعرف عليه حيث أن أمه وضعته في إحدى دور الرعاية الأجتماعية، وقد أخرج أغنية وجهها لإبنه بعنوان «تحدث إلي parle-moi».
تزوج سوبرانو من أليكسيا في يونيو 2006، وأنجبا 3 أطفال هم: إيانا (فتاة) يوم 12 يونيو 2007، وليني (ولد) يوم 29 يناير 2009، ولونا (فتاة) يوم 10 مارس 2012.
وقد كتب أغنية حول كل من أبنائه التلاثة.

## الجوائز
- 2017، NRJ Music Awards «الفنان الفرانكفوني الأكثر نجاحا»
- 2016، NRJ Music Awards «الفنان الفرانكفوني الأكثر نجاحا»
- 2008، L'année du Hip Hop 2008«أفضل مغني راب، أفضل أغنية، أفضل ألبوم»

## وصلات خارجية
- سوبرانو على موقع IMDb (الإنجليزية)
- سوبرانو على موقع ألو سيني (الفرنسية)
- سوبرانو على موقع ميوزك برينز (الإنجليزية)
- سوبرانو على موقع أول ميوزيك (الإنجليزية)
- سوبرانو على موقع ديسكوغز (الإنجليزية)
- سوبرانو على موقع قاعدة بيانات الفيلم (الإنجليزية)

- [www.soprano-lesite.fr الموقع الرسمي]